# 나가사키 펭귄 수족관

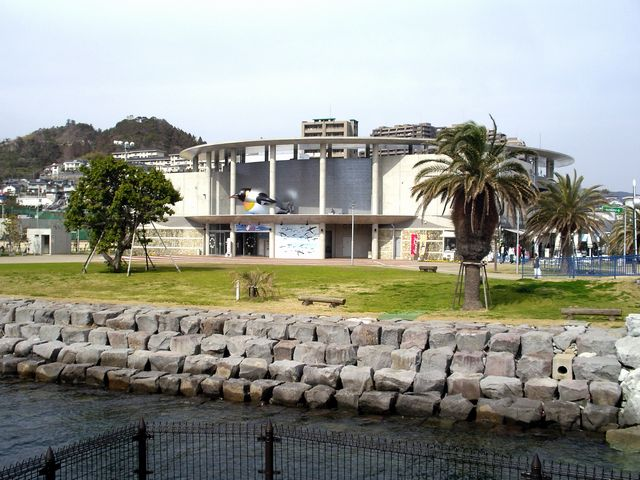
나가사키 펭귄 수족관

나가사키 펭귄 수족관(일본어: 長崎ペンギン水族館)는 일본 나가사키현 나가사키시 슈쿠초에 있는 수족관이다.
1959년에 개관한 나가사키 수족관을 전신으로 한다. 나가사키 수족관은 1998년 3월 31일에 폐관했지만, 2001년 4월 22일에 나가사키 펭귄 수족관으로 개관했다. 2015년 기준으로, 9종류의 펭귄을 사육하고 있으며, 이름 그대로 펭귄 사육을 주요 목적을 둔 수족관이다. 다른 어류 및 갑각류 등도 다수 사육하고 있다.

## 역사
1959년, 나가사키펭귄 수족관에 전신인 나가사키 수족관이 개관했다.
그 당시에도 펭귄이 있었지만 펭귄을 전문적으로 키우는 것은 아직이였다. 어느 날 황제펭귄 후지가 온 뒤로 나가사키 수족관에는 방문객이 전 보다 늘었다. 후지가 죽고 방문객이 떨어져 운영하기가 힘들자 나가사키 수족관은 문을 닫았다. 어느날 한 시민이 문을 닫지말아달라 했고 다른 사람들도 문을 닫지 말아달라는 서명운동을 했다. 그리고 나가시키 시는 나가사키 수족관을 축소한 나가사키 펭귄 수족관이 열렸다. 2004년 나가사키 펭귄수족관과 부산아쿠아리움은 자매협정을 맺었다.

## 펭귄종류
아까 말했듯이 총 9종류에 펭귄을 기른다.
- 임금펭귄
- 젠투펭귄
- 턱끈펭귄
- 훔볼트펭귄
- 자카스펭귄(케이프펭귄)
- 마젤란펭귄
- 바위뛰기펭귄
- 쇠푸른펭귄
- 마카로니펭귄

황제펭귄도 사육했다 이름은 후지, 지금은 죽어서 박제된 상태다.

## 유명한 펭귄
- 후지 : 일본 포경선에 구출된 미아 황제 펭귄이다. 어부들은 후지를 나가사키 수족관으로 데려갔다. 후지는 같이 있었던 임금펭귄들한체 따돌림당했지만 한 새끼 임금펭귄이 후지의 다리에 왔다. 그리고 후지는 새끼 펭귄을 돌봐주었다. 그랬더니 다른 새끼 펭귄들도 후지한테 왔다. 그리고 수족관에 엤던 임금펭귄들도 후지랑 친해졌다. 1992년 8월 28일 후지는 수명을 다했다. 지금은 박제된 상태로 전시된 임금펭귄 페기랑 같이 전시되어 있다. 1995년 후지의 이야기는 동화책으로 만들어졌다.
- 페기 : 나가사키 펭귄 수족관에 맨 처음으로 번식 성공한 펭귄. 후지랑 같이 전시되어 있다.

- 긴키치 : 후지처럼 포경선한테 나가사키 수족관으로 왔다. 긴키치는 후지처럼 많은 사랑을 받았다. 2002년 2월 세상을 떠났다. 39년 동안 살았고 후지보다 오래 살았다. 딸 이름은 페페다. 딸 페페옆에 박제가돼서 전시되어있다.

- 페페 : 긴키치의 딸, 1977년에 태어나 2012년에 세상을 떠났다. 페페도 자기 아빠 긴키치처럼 인기가 많았다. 온순했기 때문이라고 한다. 아빠인 긴키치랑 함께 박제되어 전시되었다.